# Fort Gregg-Adams
Fort Gregg-Adams é uma Região censo-designada localizada no estado norte-americano de Virginia, no Condado de Prince George. A cidade pode ser melhor reconhecida por a cidade-natal do Dee Dee Ramone, membro da banda The Ramones.

## Demografia
Segundo o censo norte-americano de 2000, a sua população era de 7269 habitantes.

## Geografia
De acordo com o United States Census Bureau tem uma área de
21,6 km², dos quais 21,6 km² cobertos por terra e 0,0 km² cobertos por água.

## Localidades na vizinhança
O diagrama seguinte representa as localidades num raio de 16 km ao redor de Fort Lee.